# Cache In Trash Out
Cache In Trash Out (CITO) is een milieu initiatief van Groundspeak in relatie tot geocaching. Het initiatief moedigt geocachers aan om tijdens het geocachen afval op te ruimen of om zich op een andere manier in te zetten voor de natuur. Dit wordt gedaan op twee manieren. Tijdens speciale evenementen, veelal rond de Dag van de Aarde, en tijdens het geocachen gedurende de rest van het jaar. Georganiseerde evenementen tellen officieel mee als een cache, en kunnen door de deelnemers als zodanig worden gelogd.